# Moneta
Pour les articles homonymes, voir Moneta (homonymie).
Genre
Synonymes
- Hyptimorpha Strand, 1906

Moneta est un genre d'araignées aranéomorphes de la famille des Theridiidae.

## Distribution
Les espèces de ce genre se rencontrent en Asie, en Océanie et en Afrique.

## Liste des espèces
Selon World Spider Catalog (version 25.5, 31/07/2024) :
- Moneta australis (Keyserling, 1890)
- Moneta baoae Yin, 2012
- Moneta caudifer (Dönitz & Strand, 1906)
- Moneta coercervea (Roberts, 1978)
- Moneta conifera (Urquhart, 1887)
- Moneta furva Yin, 2012
- Moneta grandis Simon, 1905
- Moneta hunanica Zhu, 1998
- Moneta longicauda Simon, 1908
- Moneta mirabilis (Bösenberg & Strand, 1906)
- Moneta orientalis Simon, 1909
- Moneta oupeng Lin & Li, 2024
- Moneta spinigera O. Pickard-Cambridge, 1871
- Moneta spinigeroides (Zhu & Song, 1992)
- Moneta subspiniger Zhu, 1998
- Moneta tanikawai (Yoshida, 1991)
- Moneta triquetra Simon, 1889
- Moneta tumida Zhu, 1998
- Moneta tumulicola Zhu, 1998
- Moneta uncinata Zhu, 1998
- Moneta variabilis Rainbow, 1920
- Moneta yoshimurai (Yoshida, 1983)

## Systématique et taxinomie
Ce genre a été décrit par O. Pickard-Cambridge en 1871 dans les Theridiidae. Il est placé en synonymie avec Episinus par Levi et Levi en 1962. Il est relevé de synonymie par Okuma en 1994.
Hyptimorpha a été placé en synonymie par Okuma en 1994.

## Publication originale
- O. Pickard-Cambridge, 1871 : « On some new genera and species of Araneida. » Proceedings of the Zoological Society of London, vol. 1870, p. 728-747 (texte intégral).